# 1e Infanteriedivisie (Verenigde Staten)

Schouderpatch van de Amerikaanse 1e Infanteriedivisie, beter bekend als Big Red One

De Amerikaanse 1e Infanteriedivisie, bijgenaamd de Big Red One, is een infanteriedivisie van het Amerikaanse leger. Deze in 1917 opgerichte eenheid is de oudste nog bestaande in het Amerikaanse leger. 
De naam Big Red One is afkomstig van de herkenbare schouderpatch, waarop een groot rood cijfer '1' prijkt. Het motto van de divisie is Duty First, maar ook de slogan No Mission Too Difficult, No Sacrifice Too Great wordt vaak gebruikt door leden van het legeronderdeel.

## Eenheden
- Eerste brigade - Devil's Brigade
- Tweede brigade - Dagger Brigade
- Derde brigade
- Vierde brigade - Wing's Of Victory
- DIVARTY - Division Artillery
- Engineer brigade - Sapper's Attack
- Afzonderlijke eenheden
- 1-4 CAV - Quarterhorse
- 121 Sein Bataljon - Dangers Voice

## Geschiedenis

### Eerste Wereldoorlog
De Eerste Verkennings Divisie, later hernoemd tot de Eerste Infanterie Divisie, werd geformeerd in mei 1917 onder de leiding van generaal William L. Sibert en bestond uit leden van legereenheden die op dat moment gestationeerd waren op de grens tussen de Verenigde Staten en Mexico en verscheidene stations in de Verenigde Staten.
De eerste manschappen vertrokken per schip uit New York en New Jersey op 14 juni 1917. In de loop van dat jaar vertrokken overige delen van de divisie die werden afgezet in Frankrijk en Engeland. Na een kort verblijf in rustkampen, gingen de troepen uit Engeland naar Le Havre in Frankrijk. Op 22 december werden de laatste mannen daar gedropt. Op 4 juli trok het Tweede Bataljon door de straten van Parijs om de gedemoraliseerde bevolking van Frankrijk op te peppen. Bij de tombe van Lafayette, die de Amerikanen had bijgestaan in hun onafhankelijkheidsstrijd, sprak een van de soldaten de, inmiddels fameuze, woorden "Lafayette, we are here!" Op 23 oktober werd 's ochtends de eerste Amerikaanse granaat richting de Duitse bezetter geschoten door een artillerie-eenheid. Twee dagen later sneuvelden de eerste Amerikanen in de oorlog.
Rond april 1918 waren de Duitsers doorgestoten tot zo'n 65 kilometer van Parijs. Als reactie hierop verplaatste Big Red One zich naar de Picardische sector om het uitgeputte Franse leger te ondersteunen. Het 28e Infanterie Regiment van het Amerikaanse leger viel vlak hierop het dorpje Cantigny aan. Binnen drie kwartier werd het dorp heroverd en werden 250 Duitse soldaten gevangengenomen. Dit was de eerste Amerikaanse overwinning in de oorlog en het verantwoordelijke regiment staat vanaf dat moment bekend als de Black Lions Of Cantigny.
De divisie wist in juli 1918 Soissons te veroveren. Deze overwinning kostte de Amerikanen echter wel 700 doden en gewonden. De Eerste Infanterie hielp mee met het ontruimen van Saint-Mihiel en vocht daar van 11 september tot en met 13 september 1918. De laatste grote slag van de Eerste Wereldoorlog werd gestreden in het bos van Meuse-Argonne. De divisie wist in korte tijd 7 kilometer aan gebied te veroveren en versloeg acht Duitse divisies geheel of gedeeltelijk. Op 11 november 1918 ging de wapenstilstand in. De divisie was op dat moment in Sedan en stak als eerste geallieerde divisie de Rijn over in door Duitsland bezet gebied. In totaal waren er 22.688 manschappen van de divisie gesneuveld, gewond of vermist en waren er vijf Medals of Honor uitgereikt.

### Tweede Wereldoorlog

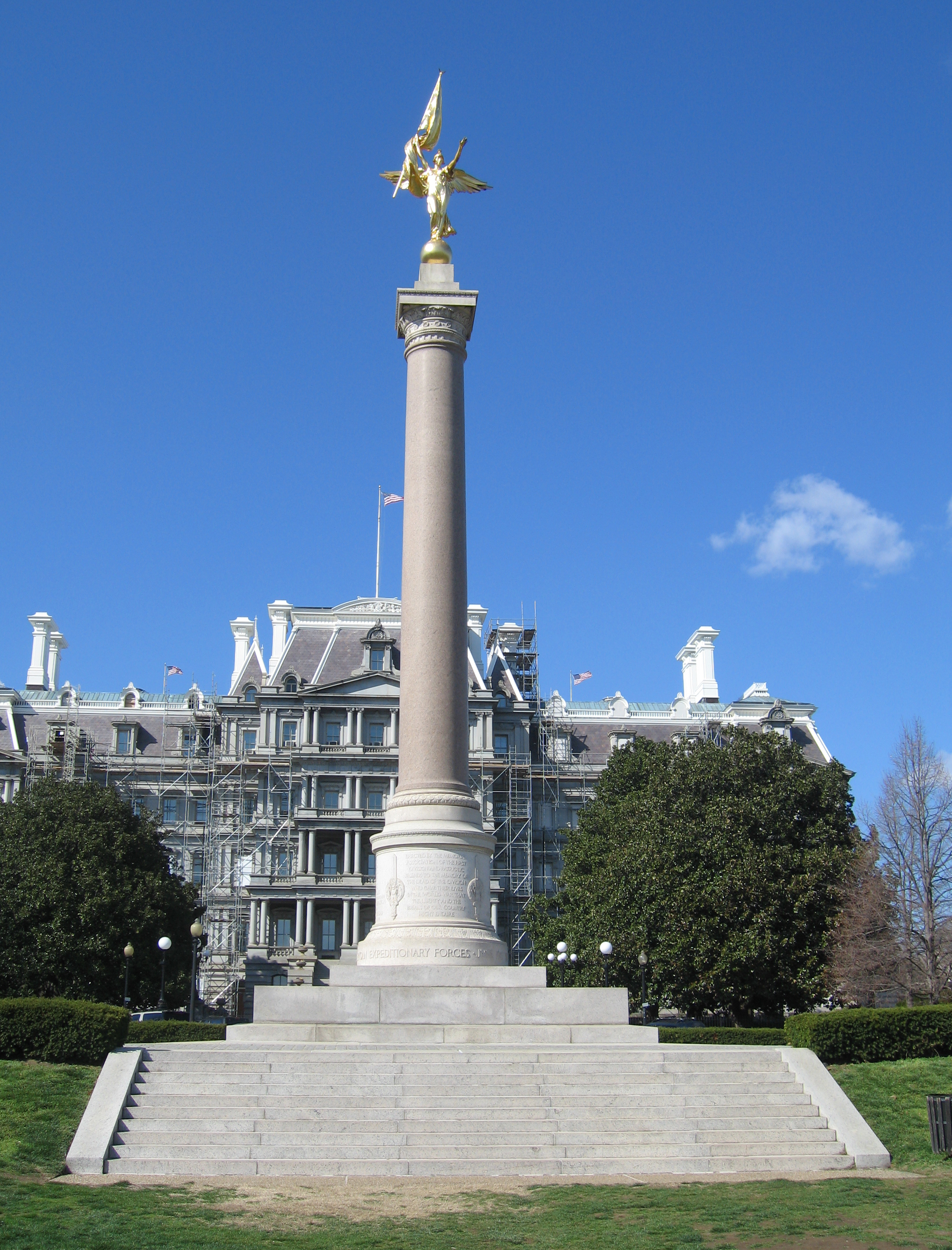
Het First Division Monument in Washington D.C.

Tijdens de Tweede Wereldoorlog vocht de divisie haar eerste gevechten in Oran, Algerije als een onderdeel van Operatie Toorts. Hierna werd er door onderdelen van de divisie meegevochten in Maktar, Medjez el Bab, Kasserine Pass, Gafsa, El Guettar, Béja en Mateur. Tussen 21 januari en 9 mei 1943 was de Big Red One medeverantwoordelijk voor de bevrijding van Tunesië. In juli 1943 werd voor het eerst Europees grondgebied bereikt tijdens Operatie Husky in Sicilië.
Na afloop van die campagne keerde de divisie terug naar Engeland om zich voor te bereiden op de landing in Normandië, op 6 juni 1944. Eenheden van The Big Red One bestormden daarbij het zwaarst verdedigde deel, Omaha Beach, waarbij sommige eenheden in het eerste uur maar liefst 30 procent van de manschappen verloren. Vanaf het strand oprukkend wisten het niettemin de dorpjes Formigny en Caumont-l'Éventé veilig te stellen. Op 27 juli 1944 nam the Big Red One in het kader van Operatie Cobra deel aan een aanval op Marigny, waarmee de uitbraak van de geallieerde troepen in Normandië bereikt werd. Na vele gevechten in Frankrijk bereikte ze in september de Duitse grens bij Aken. De divisie viel Aken aan en wist het te veroveren op 21 oktober.

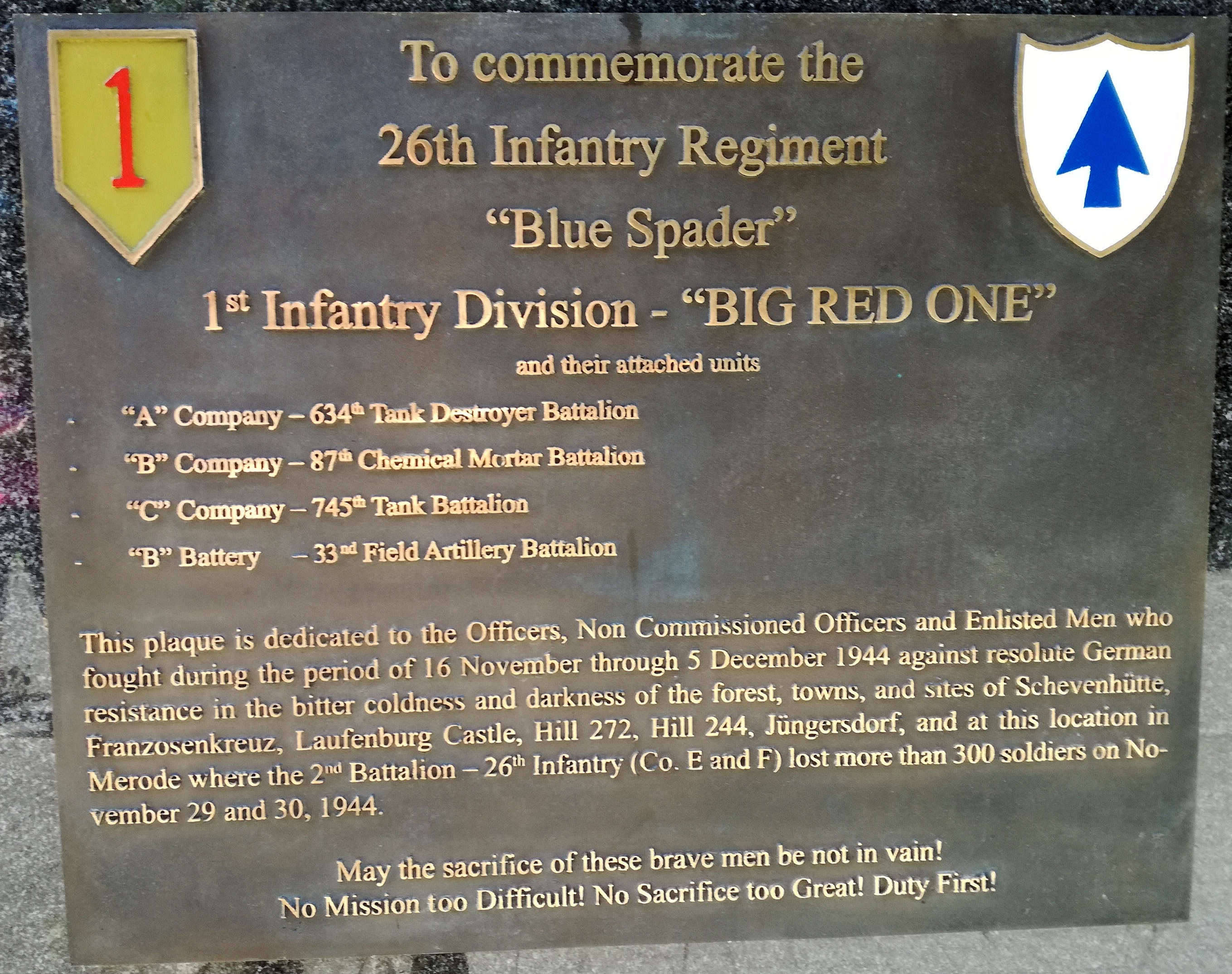
Gedenkplaat in Merode op 1st Infantry Division

Vandaaruit werd oostwaarts opgerukt, waar het betrokken raakte in de reeds aan de gang zijnde Slag om het Hürtgenwald die pas op 8 februari 1945 met zware verliezen voor de geallieerden gewonnen zou worden. De Big Red One trok echter door naar de Roer, waarna het op 7 december een rustgebied bereikte. Dit was de eerste periode van rust voor de eenheid na een half jaar te hebben gevochten. Negen dagen later brak echter het Duitse Ardennenoffensief los, waarna de divisie terug moest naar de Ardennen om daar van 17 december 1944 tot 28 januari 1945 onafgebroken te vechten. Hier was Big Red One mede verantwoordelijk voor het terugslaan van dit laatste Duitse offensief. Hierna lukte het de divisie de Siegfriedlinie te doorbreken en de Rijn te bereiken. Op 16 maart 1945 werd de brug over de Rijn bij Remagen veroverd en stootte de divisie door naar Tsjecho-Slowakije. Toen de oorlog werd beëindigd bevonden onderdelen van de Big Red One zich in Kinsperk, Sangerberg en Mnichov.
In totaal heeft de divisie tijdens de Tweede Wereldoorlog 3.616 gesneuvelden verloren en raakten er 15.298 gewond, waarvan er 664 overleden. Er werden 16 Medals of Honor uitgereikt.

### Koreaanse Oorlog
Tijdens de Koreaanse Oorlog was de Big Red One gestationeerd in Duitsland, waar ze zich voorbereidde op eventuele Russische aanvallen op Europa. In 1955 verliet de divisie Europa en keerde ze terug naar Kansas.

### Vietnam
Big Red One vocht mee in Vietnam van 1965 tot 1970.
Aangekomen in juli 1965 leverde de divisie haar eerste gevechten na nog geen twee weken. Tegen het eind van dat jaar had de divisie deelgenomen aan drie grote operaties: Hump, Bushmaster I en Busmaster II, geleid door generaal Jonathan O. Seaman.
In 1966 nam Big Red One deel aan de operaties Marauder, Crimp II en Rolling Stone. In maart werd generaal William E. DePuy bevelhebber. In juni en juli vocht de divisie mee in de gevechten bij Ap Tau O, Srok Dong en Minh Thanh Road. In november werd tevens meegevochten in Operatie Attleboro. Het jaar daarop nam de Eerste Infanterie Divisie deel aan de missies Cedar Falls, Junction City, Manhattan en Shenandoah II. Generaal John H. Hay nam in februari van dat jaar de leiding over de divisie.
1968 was het jaar van het bekende Tet-offensief, waar Big Red One ook een rol in speelde. De troepen wisten de Vliegbasis Tân Sơn Nhứt te veroveren. In maart werd generaal Keith L. Ware de nieuwe leidinggevende. In de loop van dat jaar nam de divisie deel aan verscheidene operaties, waarbij de bevelhebber op 13 september sneuvelde, nadat zijn helikopter was neergeschoten. Orwin C. Talbott nam zijn positie over.
In de eerste helft van 1969 hield Big Red One zich voornamelijk bezig met het opzetten van hinderlagen. Het tweede half jaar diende de divisie vooral als ondersteuning van het Zuid-Vietnamese leger, dat vanaf dat moment een meer actievere rol zou gaan spelen in de oorlog. In januari 1970 werd Big Red One teruggehaald naar Amerika, waar de divisie werd gestationeerd in Fort Riley.

### Eerste Golfoorlog
Big Red One was ook een divisie die meevocht bij Operatie Desert Storm. Zij was verantwoordelijk voor het breken van de Iraakse verdediging en nam 2600 Iraakse soldaten gevangen. De divisie vervolgde haar weg en wist binnen 100 uur meer dan 260 kilometer vijandelijk gebied te veroveren, waarbij elf Iraakse divisies, 550 tanks en 480 pantserwagens werden opgerold. Bovendien werden er 11 400 soldaten gevangengenomen. In de vroege ochtend van 28 februari 1991 positioneerde de divisie zich op de Snelweg des Doods om Iraakse terugtrekking te voorkomen. De Dagger Brigade zorgde voor de ontruiming van de stad Safwan in Irak. Daar vonden tevens de onderhandelingen voor een wapenstilstand plaats. In 1995 werd de divisie verplaatst naar Duitsland.

### Bosnië/Kosovo
Een aantal onderdelen van de Big Red One, voornamelijk de Tweede brigade, waren gestationeerd in Kosovo.

### Irak 2003
In 2003 nam de Big Red One deel aan de Invasie van Irak. Onderdelen van de divisie vochten mee in steden als Tikrit. Inmiddels is de divisie grotendeels teruggekeerd naar de basis in Duitsland. In 2006 is de complete divisie vanuit Duitsland teruggekeerd naar de Verenigde Staten.